# دانيال بي دافيسون
دانيال بي دافيسون (بالإنجليزية: Daniel P. Davison) هو مصرفي أمريكي، ولد في 30 يناير 1925، وتوفي في 25 أغسطس 2010 بسبب سرطان البنكرياس.